# Erkki Hervo
Erkki Johannes Hervo, född 11 juni 1924 i Helsingfors, död 5 september 1994 i Esbo, var en finländsk grafiker och målare.
Hervo studerade vid Fria konstskolan 1942 och vid Finlands konstakademis skola 1946–1949. Han utbildades till målare men blev redan mot slutet av 1950-talet främst känd för sin grafik och inte minst sina stiliserade träsnitt. Han påverkades starkt av bland annat gamla kinesiska och japanska träsnitt, och hans stora abstrakta färgträsnitt (som han övergick till cirka 1960) från slutet av 1960-t. hörde till sin tids mest uppmärksammade i Finland. Hervo fick beröm för dem på många internationella utställningar. År 1974 belönades han med Pro Finlandia-medaljen.
Hervo tillhörde den 1955 grundade konstnärsgruppen X/10. Han undervisade i träsnittskonst vid Konstindustriella högskolan 1960–1987. Han tog aktiv del i konstnärernas olika organisationer på 1960- och 70-talen och var bland annat ordförande för Finlands konstgrafiker.